# Убреж
Убреж (слч. Úbrež) насељено је мјесто са административним статусом сеоске општине (слч. obec) у округу Собранце, у Кошичком крају, Словачка Република.

## Становништво
| Година:    | 1994. | 2004.    | 2014.    | 2024.    |
| ---------- | ----- | -------- | -------- | -------- |
| Број људи: | 580   | 650      | 746      | 1112     |
| Разлика:   |       | +12,06 % | +14,76 % | +49,06 % |

| Година:    | 2023. | 2024.   |
| ---------- | ----- | ------- |
| Број људи: | 1090  | 1112    |
| Разлика:   |       | +2,01 % |

Према подацима о броју становника из 2024. године насеље је имало 1112 становника.